# Coelotrophus nudus
Coelotrophus nudus is een eenoogkreeftjessoort uit de familie van de Antheacheridae. De wetenschappelijke naam van de soort is voor het eerst geldig gepubliceerd in 1981 door Ho, Katsumi & Honma.